# Gestió de la informació personal
El concepte gestió d'informació personal (GIP) (en anglès, Personal Information Management, PIM) pertany a dos àmbits diferents, un com a disciplina i l'altre com una activitat.

## Activitat
La GIP, com a activitat, és una pràctica que les persones duen a terme per tal d'organitzar i mantenir la seva informació personal per, posteriorment utilitzar-la per resoldre futures necessitats d'informació.
La GIP és el resultat d'emmagatzemar peces d'informació (documents digitals i en paper, missatges electrònics, enllaços, notes manuscrites, etc) per a un ús personal, posterior i reiterat. La GIP, com a activitat, comença per capturar i l'emmagatzemar la informació. Les peces d'informació, en previsió d'una necessitat d'informació futura, s'organitzen i gestionen segons un esquema propi. Cada persona crea el seu propi estil de gestió, que s'adapti millor a les seves necessitats d'informació futures. Cal destacar que, existeixen eines que ajuden a realitzar la gestió de manera més correcta.
Aquesta informació sol emmagatzemar-se en diferents suports i formats, amb l'objectiu de poder-la trobar quan sigui necessari. Per tant, és necessari organitzar-la i agrupar-la segons les seves funcions.

## Disciplina
La GIP, com a disciplina, és la ciència encarregada d'estudiar la gestió de la informació, amb l'objectiu de trobar el millor estil de gestió per tal d'assegurar que un document o una font d'informació sigui localitzable i estigui disponible quan sigui necessari.
Aquesta disciplina està vinculada amb la branca de biblioteconomia i gestió documental.
Aquesta gestió exigeix controlar la informació, saber on i com està, i aquest control acostuma a ser difícil o enutjós. La informació pot arribar en mal moment, pot trobar-se en un lloc inoportú, pot perdre's en un laberint o pot caure en l'oblit. A més, acostuma a estar fragmentada en diverses formes, formats i dispositius, cadascuna de les quals implica un sistema d'organització d'informació i un ús diferents. La gestió d'informació personal estudia quines accions s'han de fer resoldre aquests problemes i aconseguir que la informació estigui al nostre servei en la nostra vida quotidiana i laboral

## Informació personal
Es considera informació personal, tota aquella documentació que una persona genera durant la realització de les seves tasques i funcions al llarg de la seva vida. per tant ho és qualsevol dels següents documents:
- Notes personals
- Agendes Personals
- Llistes (incloses las de tasques)
- Dates significatives i recordatoris: 
  - Aniversaris
  - Cites i compromisos
- Missatges electrònics
- Post-it
- Receptes de cuina
- Fotografies